# Jennifer Kelchner
Jennifer Kelchner (Cazenovia, ...) è una sciatrice alpina statunitense che ha rappresentato gli Stati Uniti nello sci alpino alle Paralimpiadi invernali del 1998 e del 2002, vincendo una medaglia d'oro e una di bronzo.

## Carriera

### Paralimpiadi 1998
Nel 1998, a Nagano in Giappone, ha vinto la medaglia d'oro nella discesa libera femminile LW3,4,6/8 con un tempo di 1:14.97. Sia nello slalom che slalom gigante categoria LW3,4,5/7,6/8, è arrivata sesta e si è posizionata al 4º posto nella specialità supergigante, la stessa categoria.

### Paralimpiadi 2002
A Salt Lake City nel 2002, con un tempo di 1:51.10 ha vinto il bronzo nello slalom femminile LW3,4,9. Si è piazzata quarta nello slalom gigante LW3,4,9 e super-G LW3,4,6/8,9 e quinta nella discesa libera LW3,4,6/8,9.

## Palmarès

### Paralimpiadi
- 2 medaglie:
  - 1 oro (discesa libera LW3,4,6/8 a Nagano 1998)
  - 1 bronzo (slalom speciale LW3,4,9 a Salt Lake City 2002)